# Satyrus dejeani
Satyrus dejeani är en fjärilsart som beskrevs av Wagener 1959 . Satyrus dejeani ingår i släktet Satyrus och familjen praktfjärilar. Inga underarter finns listade.